# هیلدور آنتونسدوتیر
هیلدور آنتونسدوتیر (انگلیسی: Hildur Antonsdóttir؛ زادهٔ ۱۸ سپتامبر ۱۹۹۵) بازیکن فوتبال اهل ایسلند است.
وی همچنین در تیم‌های ملی فوتبال زنان ایسلند، و زنان ایسلند، و زنان ایسلند، بازی کرده‌است.